# إنكار تاريخي
الإنكار التاريخي مصطلح يشير إلى سعي أكاديمي مشروع لإعادة تفسير السجل التاريخي والتشكيك في الآراء المقبولة. وغالبًا ما يشار إليه بشكل غير دقيق أو تشويه مقصود على أنها تحريف تاريخي ووتشويه غير قانوني للسجل التاريخي.
في محاولة لإعادة النظر في الماضي، قد تستخدم المراجعة التاريخية غير المشروعة أساليب غير مقبولة في الخطاب التاريخي الصحيح، مثل تقديم وثائق مزورة معروفة باعتبارها حقيقية، وابتكار أسباب عبقرية ولكن غير معقولة للتشكيك بالوثائق الحقيقية، وإسناد الاستنتاجات إلى الكتب والمصادر التي تورد عكس ذلك، والتلاعب بسلسلة إحصائية لدعم وجهة نظر معينة، والنصوص الخاطئة المتعمدة في الترجمة (بلغات أخرى غير المراجعة).
ولقد قامت بعض الدول، مثل ألمانيا، بتجريم التنقيح السلبي لبعض الأحداث التاريخية، بينما اتخذت دول أخرى موقفا أكثر حذرا لأسباب مختلفة، مثل حماية حرية التعبير؛ لا يزال البعض الآخر يفرض آراء النفي. ومن الأمثلة البارزة على الإنكار التاريخي إنكار الهولوكوست وإنكار الإبادة الجماعية للأرمن والقضية المفقودة للكونفدرالية وإنكار جرائم الحرب اليابانية وإنكار الجرائم السوفيتية. في الأدب، تم تصوير عواقب النفي التاريخي في بعض الأعمال الخيالية، مثل رواية 1984 لجورج أورويل. في العصر الحديث، ينتشر الإنكار التاريخي عبر وسائل الإعلام الجديدة، مثل الإنترنت.

## المقاصد
غالبًا ما يكون الغرض من النفي التاريخي هو تحقيق هدف وطني سياسي، مثل التخلص من ذنب الحرب، أو شيطنة العدو، أو الإيهام النصر، أوالحفاظ على الصداقة. وأحيانًا يكون الغرض من السجل التاريخي المنقح هو بيع المزيد من الكتب أو جذب الانتباه باستخدام عنوان الصحيفة. قال المؤرخ جيمس م. ماكفيرسوننسخة محفوظة
| إنكار تاريخي | إن النفيين يريدون أن يُفهم التاريخ التحريري على أنه «تفسير مزيف أو مشوه للماضي لخدمة أغراض حزبية أو أيديولوجية في الوقت الحاضر | إنكار تاريخي |

### التأثير العقائدي
تتمثل المهام الرئيسية للنكران التاريخي في التحكم الأيديولوجي والسيطرة على التأثير السياسي. في «تاريخ رجال المعركة من أجل مستقبل بريطانيا»، قال مايكل دانكونا إن النفيين التاريخيين
| إنكار تاريخي | يبدو أنهم مُنحوا مهمة جماعية في التنمية الثقافية للأمة، التي تبرز أهميتها الكاملة الآن فقط: لإعادة تعريف [الوطني] الوضع في عالم متغير | إنكار تاريخي |

التاريخ هو مورد اجتماعي يساهم في تشكيل الهوية الوطنية والثقافة والذاكرة العامة. من خلال دراسة التاريخ، أصبح الناس مشبعين بهوية ثقافية معينة؛ لذلك، من خلال مراجعة التاريخ سلبًا، يمكن للنافي أن يصنع هوية أيديولوجية محددة. نظرًا لأن المؤرخين يُقيدون كأشخاص يتابعون الحقيقة بعقلية واحدة، من خلال الواقع، يستفيد المؤرخون النفييون من المصداقية المهنية للمؤرخ، ويعرضون تاريخهم الكاذب على أنه منحة حقيقية. عن طريق إضافة قدر من المصداقية إلى عمل التاريخ المنقح، فإن أفكار المؤرخ النفي قد أصبحت أكثر قبولا في أذهان الجمهور. على هذا النحو، يتعرف المؤرخون المحترفون على الممارسة التصحيحية للنفي التاريخي باعتباره عمل «الباحثين عن الحقيقة» لإيجاد حقائق مختلفة في السجل التاريخي لتناسب سياقاتهم السياسية والاجتماعية والأيديولوجية.

### النفوذ السياسي
يقدم التاريخ نظرة ثاقبة على السياسات والنتائج السياسية الماضية، وبالتالي يساعد الناس في استقراء الآثار السياسية على المجتمع المعاصر. يتم تطبيق الإنكار التاريخي لزراعة أسطورة سياسية محددة - في بعض الأحيان بموافقة رسمية من الحكومة   - حيث يقوم المؤرخون الأكاديميون العصاميون والهواة والمعارضون إما بالتلاعب أو تشويه الحسابات التاريخية لتحقيق غايات سياسية. في اتحاد الجمهوريات الاشتراكية السوفياتية (1917-1991)، تعاملت أيديولوجية الحزب الشيوعي في الاتحاد السوفيتي والتاريخ السوفيتي مع الواقع وخط الحزب ككيان فكري واحد؛  نفي التاريخ السوفياتي التاريخي أجندة سياسية وإيديولوجية محددة حول روسيا ومكانتها في تاريخ العالم.

## تقنيات النفي
إن النفي التاريخي يطبق تقنيات البحث والاقتباس والعرض التقديمي لخداع القارئ ورفض السجل التاريخي. دعماً لمنظور «التاريخ المنقح»، يستخدم المؤرخ النفي وثائق مزيفة كمصادر حقيقية، ويعرض أسبابًا خادعة لعدم الثقة في الوثائق الحقيقية، واستغلال الآراء المنشورة، من خلال الاقتباس من السياق التاريخي، والتلاعب بالإحصاءات، وترجمة النصوص بلغات أخرى. تعمل تقنيات مراجعة النفي التاريخي في الفضاء الفكري للمناقشة العامة من أجل النهوض بتفسير معين للتاريخ والمنظور الثقافي «للتاريخ المنقح». كوثيقة، يتم استخدام التاريخ المنقح لإلغاء صلاحية السجل الواقعي والوثائقي، وبالتالي إعادة صياغة التفسيرات والتصورات للحدث التاريخي الذي تمت مناقشته، من أجل خداع القارئ والمستمع والمشاهد؛ لذلك، يعمل النفي التاريخي كتقنية للدعاية. بدلاً من تقديم أعمالهم لمراجعة النظراء، يقوم المؤرخون النفيون بإعادة كتابة التاريخ واستخدام مغالطات منطقية لبناء الحجج التي ستحصل على النتائج المرجوة، «تاريخ منقح» يدعم أجندة - سياسية، أيديولوجية، دينية، إلخ.

### خداع
يتضمن الخداع تزوير المعلومات وإخفاء الحقيقة والكذب من أجل التلاعب بالرأي العام حول الحدث التاريخي الذي تمت مناقشته في التاريخ المنقح. يطبق المؤرخ النافي تقنيات الخداع لتحقيق هدف سياسي أو أيديولوجي أو كليهما. يميز حقل التاريخ بين كتب التاريخ استنادًا إلى مصادر موثوقة يمكن التحقق منها، والتي تمت مراجعتها من قبل النظراء قبل النشر؛ وكتب التاريخ الخادعة، بناءً على مصادر غير موثوقة، والتي لم يتم تقديمها لمراجعة النظراء. يعتمد التمييز بين أنواع كتب التاريخ على تقنيات البحث المستخدمة في كتابة التاريخ. إن المصداقية والدقة والانفتاح على النقد هي المبادئ الأساسية للمنحة التاريخية. عندما يتم تجنب هذه التقنيات، قد تكون المعلومات التاريخية المقدمة خادعة عمداً، «تاريخ منقح».

### إنكار
إن الإنكار يحمي المعلومات بشكل دفاعي من المشاركة مع المؤرخين الآخرين، ويدعي أن الحقائق غير صحيحة - لا سيما إنكار جرائم الحرب والجرائم ضد الإنسانية التي ارتكبت خلال الحرب العالمية الثانية (1939-1945) والمحرقة (1933-1945). يحمي المؤرخ النافي مشروع المراجعة التاريخية من خلال تحويل اللوم والرقابة والهاء والتلاعب بوسائل الإعلام؛ في بعض الأحيان، يشمل الإنكار عن طريق الحماية إدارة المخاطر للأمان المادي للمصادر المراجعة.

### النسبية والتهميش
مقارنة بعض الفظائع التاريخية مع غيرها من الجرائم هي ممارسة النسبية، وتفسير الأحكام الأخلاقية، من أجل تغيير التصور العام لأول فظاعة تاريخية. على الرغم من أن مثل هذه المقارنات يمكن أن تحدث غالبًا في تاريخ النفي، إلا أن نطقها لا يشكل عادة جزءًا من النوايا التحريرية في الحقائق التاريخية، بل هو رأي في الحكم الأخلاقي.
- المحرقة والنازية: قال المؤرخ ديبورا ليبستادت أن مفهوم «أخطاء الحلفاء المشابهة»، مثل طرد الألمان بعد الحرب العالمية الثانية من الأراضي التي استعمرها النازيون وجرائم الحرب الرسمية، هو في صميم وموضوع متكرر باستمرار، وهو إنكار الهولوكوست المعاص، أن مثل هذه النسبية تمثل «معادلات غير أخلاقية».[19]

## أمثلة

### حرق الكتب
استُهدف على مر التاريخ العديد من مكتبات الأدب (كما حصل في مكتبة الإسكندرية، وبيت الحكمة في بغداد)، وحرق رئيس أساقفة غوا أليكسو دي مينيزيس الكتبَ التاريخية والليتورجيّة لمسيحيي مار توما، بما في ذلك مؤخرًا، إحراق مكتبة جافنا وتدمير تنظيم داعش المكتباتِ العراقيةَ إبان سقوط مدينة الموصل في قبضته.

### جرائم الحرب

#### جرائم الحرب اليابانية
يندرج التقليل من شناعة جرائم حرب الإمبراطورية اليابانية بعد الحرب للحد الأدنى تحت قائمة الأمثلة البارزة عن التحريف التاريخي «غير المشروع»؛ رأى بعض المُعدّلين اليابانيين المعاصرين، مثل يوكو إيوانامي (حفيدة الجنرال هيديكي توجو)، أن غزو اليابان للصين، والحرب العالمية الثانية بحد ذاتها، رد فعل مبرر للإمبريالية الغربية العنصرية في ذلك الوقت. في 2 مارس من عام 2007، نفى رئيس الوزراء الياباني شينزو آبي أن يكون الجيش الياباني قد أجبر النساء على الاسترقاق الجنسي إبان الحرب، إذ صرّح؛ «الحقيقة هي أنه لا يوجد دليل على الإجبار». قبل هذا التصريح، سعى بعض المُشرّعين من الحزب الديمقراطي الليبرالي إلى إعادة النظر في اعتذار السياسي ياهي كونو لنساء المتعة السابقات في عام 1993؛ بطريقة مماثلة، كان هناك إنكار مثير للخلاف والجدل لمذبحة نانكينغ التي استمرت مدة ستة أسابيع بين عامي 1937 و1938.
انتقد تسونيو واتانابي، رئيس تحرير صحيفة يوميوري شيمبون، ضريحَ ياسوكوني واعتبره معقلًا للنزعة التحريفية: «يحوي ضريح ياسوكوني متحفًا يعرضون فيه أشياء تهدف إلى تشجيع النزعة العسكرية وتقديسها. إن زيارة رئيس مجلس الوزراء أماكن كهذه أمر خاطئ». يلاحظ نُقّاد أخرون أن الرجال، الذين يُنظر إليهم في الوقت المعاصر على أنهم «كوريون» و«صينيون»، يلقون التقديس للأعمال العسكرية التي قاموا بها بصفتهم أشخاصًا إمبراطوريين يابانيين.[بحاجة لمصدر]

#### قصف هيروشيما وناغاساكي
يطالب الهيباكوشا («الأشخاص المتضررون جراء القنبلة الذرية») في هيروشيما وناغاساكي بتعويضات من حكومتهم وينتقدونها «لإخفاقها في تحمل مسؤولية تحريض حرب عدوانية كانت هزيمة اليابان فيها واضحة للعيان وإطالة أمدها، ما أسفر بدوره عن خسائر فادحة في أرواح اليابانيين والآسيويين والأمريكيين». صرّح المؤرخان هيل وَكوشيرو بأن المحاولات القائمة للتقليل من أهمية القصف الذري على هيروشيما وناغاساكي ماهي إلا تاريخ مُحرّف. أعرب البروفسور يوجين بوندورانت سليدج عن قلقه من أن مثل هذا النوع من التحريف، «يجعل التاريخ رقيقًا» على حد قوله، سيسمح لنا بنسيان حقائق التاريخ القاسية التي أوصلت لهذا القصف.

#### دولة كرواتيا المستقلة
حاول بعض الكروات، بمن فيهم السياسيين، التقليل من حجم الإبادة الجماعية التي ارتُكبت ضد الصرب في الدولة الدمية لألمانيا النازية في الحرب العالمية الثانية، دولة كرواتيا المستقلة. بحلول عام 1989، تبنى الرئيس المستقبلي لكرواتيا فرانيو تودجمان (والذي كان مُتحزّبًا خلال الحرب العالمية الثانية)، القومية الكرواتية، ونشر كتابه أهوال الحرب: الفلسفة والواقع التاريخي، الذي طرح فيه التساؤلات حيال العدد الرسمي للضحايا الذين قضوا على يد حركة أوستاشه الثورية الكرواتية إبان الحرب العالمية الثانية. كانت وجهات نظر تودجمان وتساهل حكومته مرارًا مع رموز حركة أوستاشه الثورية سببًا كافيًا لتوتر العلاقات مع إسرائيل.

### تاريخ السوفييت
حاول الحزب الشيوعي في الاتحاد السوفيتي خلال فترة الجمهورية الاشتراكية الروسية (1917- 1991) والاتحاد السوفيتي (1922- 1991)، التحكم بكتابات كل من التاريخ الأكاديمي والشعبي من الناحيتين الإيديولوجية والسياسية. لاقت هذه المحاولات نجاحها الأكبر في الفترة بين عامي 1934 و1952. بحسب ما جاء به كلاوس مينيرت، فإن السوفييت حاولوا السيطرة على التاريخ الأكاديمي (كتابة التاريخ من قبل مؤرخين أكاديميين) بهدف تعزيز الإيديولوجية والإثنية العنصرية للروس. كان التاريخ الحديث والمعاصر خلال الفترة الواقعة بين عامي 1928 و1956 قائمًا على رغبات الحزب الشيوعي السوفيتي وليس على متطلبات الأسلوب التاريخي بحسب ما هو متعارف عليه.
كانت الممارسة التاريخية السوفيتية أثناء وبعد حكم نيكيتا خروتشوف (1956- 1964) أكثر تعقيدًا. على الرغم من أن التاريخ السوفيتي لم يكن فاسدًا تمامًا، فقد تميز بالمنافسة المعقدة بين المؤرخين الستالينيين والماركسيين المناهضين للستالينية. اختار بعض المؤرخين تاريخ ما قبل الحداثة وتاريخ العصور الوسطى أو التاريخ الكلاسيكي، لتجنب المخاطر المهنية للتاريخ المسيس، إذ كانت المطالب الإيديولوجية مريحة نسبيًا وكان من الممكن للمحادثات مع المؤرخين الآخرين في هذا المجال أن تكون معززة أكثر. مع ذلك، وعلى الرغم من الخطر المحتمل للإيديولوجية المحظورة بأن تفسر أعمال المؤرخين، لم يكن التاريخ السوفيتي فاسدًا بأكمله. لعبت السيطرة على تاريخ الحزب والوضع القانوني لأعضاء الحزب السابقين دورًا كبيرًا في إملاء التنوع الإيديولوجي وبالتالي الفصيل في السلطة ضمن الحزب الشيوعي السوفيتي. نُقح تاريخ الحزب الشيوعي لحذف الإشارات التي كانت موجهة إلى القادة الذين تبرأ منهم الحزب، وخاصة خلال حكم جوزيف ستالين (1922- 1953).
هناك جدل في تأريخ الحرب الباردة حول التنقيح التاريخي الإنكاري، إذ اتهم العديد من العلماء المنقحين في الغرب، تبرئة جرائم ستالين والتغاضي عن مذبحة كاتين في بولندا وتجاهل صلاحية رسائل فينونا فيما يتعلق بالتجسس السوفيتي في الولايات المتحدة، وكذلك إنكار المجاعة الأوكرانية التي وقعت بين عامي 1932- 1933 (المعروفة أيضًا باسم هولودومور).

### أذربيجان

#### فيما يتعلق بأرمينيا
أشار العديد من العلماء من بينهم فيكتور شنيريلمان وويليام فلور وروبرت هيوسن وجورج بورنوتي، بأن هناك ممارسة منذ ستينيات القرن العشرين تتمثل في تنقيح المصادر الأولية المتعلقة بجنوب القوقاز التي يُستبعد فيها ذكر الأرمن، في أذربيجان خلال فترة حكم السوفيت وما قبلها. أُزيلت أذربيجان من النصوص المنقحة أو حلت مكانها ألبانيا، هناك العديد من الأمثلة الأخرى لمثل هذه التحريفات، والتي كان الغرض منها خلق انطباع أن الأرمن لم يعيشوا في هذه المنطقة عبر التاريخ. يشير كل من ويليام إم. فلوور وحسن جافادي في الطبعة الإنجليزية من «ذا هيفنلي روز غاردن: تاريخ شيرفان وداغستان» لأباغسولو باكيخانوف، على وجه التحديد إلى حالات التشويه والتزييف التي أدلى بها زيا بونيادوف في ترجمته الروسية لهذا الكتاب. بحسب ما جاء به بورنوتي وهيوسن فإن التشويه يظهر على نطاق واسع في هذه الأعمال، وبالتالي فإنه ينصح القراء بشكل عام بتجنب الكتب التي أُنتجت في أذربيجان خلال الفترة السوفيتية وما بعد السوفيتية، إذ أن هذه الكتب لا تحتوي على الصور طبق الأصل من المصادر الأصلية. يعتقد شنيريلمان أن هذه الممارسات حدثت في أذربيجان بناء على أمر من الدولة. يطرح فيليب إل. كول أساطير الأصول الثقافية الخاطئة مثالًا على نظرية قدمها عالم الآثار الأذربيجاني أخوندوف حول أصل خاتشكار الألباني كمثال على الأخطاء في أصل الأساطير الثقافية.
المقبرة الأرمنية في جولفا، هي مقبرة تقع بالقرب من بلدة جولفا في نخشيفانن وهي تستوعب نحو 10000 من الملحقات الجنائزية. تتألف شواهد القبور بشكل رئيسي من آلاف من الخاتشكار (حجر صليب الأرمن) والتي هي عبارة عن حجارة صليب مزينة بشكل فريد، يتميز بها الفن المسيحي الأرمني من القرون الوسطى. صمدت هذه المقبرة حتى أواخر التسعينيات من القرن العشرين، عندما بدأت حكومة أذربيجان حملة منهجية لتدمير الآثار. بعد دراسة ومقارنة صور الأقمار الصناعية المأخوذة لجولفا بين عامي 2003 و2009، انتهت الجمعية الأمريكية للنهوض بالعلوم في ديسمبر من عام 2010، بأن المقبرة قد دُمرت وسويت بالأرض. بعد أن أعرب مدير متحف الهيرمتاج، ميخائيل بيوتروفسكي عن احتجاجه بشأن تدمير الخاتشكار الأرمني في جولفا، اتُهم من قبل الأذربيجانيين بدعم «التزوير الكامل لتاريخ وثقافة أذربيجان». قُدمت العديد من الطعون من قبل كل من المنظمات الأرمنية والدولية، التي تدين الحكومة الأذربيجانية وتدعوها إلى الكف عن مثل هكذا نشاطات. منعت أذربيجان في عام 2006 أعضاء البرلمان الأوروبيين من التحقيق في هذه الادعاءات، واتهمتهم «بنهج متحيز وهستيري» إزاء هذه المسألة وبينت أنه لن يُقبل بأي وفد إلا إذا زار الأراضي المحتلة من أرمينيا أيضًا. ذكر أحد الصحفيين من معهد الحرب والسلام الذي زار المنطقة أنه لا يمكن العثور على أي آثار مرئية للمقبرة. أظهرت صور فوتوغرافية في نفس العام التُقطت من إيران، أن موقع المقبرة قد تحول إلى منصة عسكرية لإطلاق النار. وصفت مصادر أرمنية وبعض المصادر غير الأرمنية تدمير المقبرة بأنه عمل «إبادة ثقافية».
رُفضت الإبادة الثقافية الأرمنية في أذربيجان بشكل رسمي واعتُبرت خدعة. بحسب إيديولوجية الدولة في أذربيجان، جرت إبادة جماعية للأذربيجانيين من قبل الروس والأرمن، بدءًا من عام 1813. ادعى محمودوف أن الأرمن قد ظهروا للمرة الأولى في كارباخ عام 1828. ادعى الأكاديميون والسياسيون الأذربيجانيون أن المؤرخين الأجانب شوهوا تاريخ أذربيجان وانتقدوا فيلمًا وثائقيًا روسيًا حول مناطق كاراباخ وناخيشيفان والوجود الأرمني التاريخي في هذه المناطق. بحسب مدير معهد الأكاديمية الوطنية الأذربيجانية للعلوم، ياغوب محمودوف، فإنه «لم تكن هناك دولة أرمنية أبدًا في جنوب القوقاز» قبل عام 1918. وفقًا لمحمودوف فإن بيان الهام علييف الذي ذكر فيه أن «يرفان هي أرضنا التاريخية [الأذربيجانية]، ونحن، الأذربيجانيين يجب أن نعود إلى هذه الأراضي التاريخية»، استند إلى «الحقائق التاريخية» و«الواقع التاريخي». ذكر محمودوف أيضًا بأن الادعاء الذي ينص على أن الأرمن هم الشعب الأقدم في المنطقة يعتمد على الدعاية الإعلامية، وقال إن الأرمن سكان غير أصليون للمنطقة، فقد وصلوا إليها بعد الانتصارات الروسية على إيران والإمبراطورية العثمانية في النصف الأول من القرن التاسع عشر. قال مدير المعهد أيضًا:
| إنكار تاريخي | ينبغي للجندي الأذربيجاني أن يعلم أن الأرض الواقعة تحت أقدام الأرمن الاستفزازيين هي أرض أذربيجانية. لا يمكن للعدو أبدًا هزيمة الأذربيجانيين على أرض أذربيجانية. أولئك الذين يحكمون الدولة الأرمنية اليوم يجب أن يغيروا دورهم السياسي بشكل أساسي. لا يستطيع الأرمن أن يهزمونا من خلال الجلوس في مدينتنا التاريخية، يريفان | إنكار تاريخي |

## روابط خارجية
- الحقيقة في الفصل الدراسي، 1994
- لماذا «التحريفية» ليست كذلك
- جنون المراجعون: موقع محاكاة ساخرة على التحريفية التاريخية
- تقرير الشهود الخبير لريتشارد ج. إيفانز FBA عرض في المحاكمة «ايرفينغ مقابل (1) ليبشتاد و (2) كتب البطريق»
- التاريخ التحريفي - نظرة ساخرة على التحريفية التاريخية
- ورقة أكاديمية طويلة من 43 صفحة حول التحريفية عن الهنود الحمر بقلم The Arizona Journal of International and Comparative Law Vol. 18، رقم 3
- موقع ويب Nizkor Project يجيب منكري المحرقة